# 遠山金志郎美容室
『遠山金志郎美容室』（とおやまきんしろうびようしつ）は、日本テレビ系列『土曜グランド劇場』で1994年7月9日 - 9月24日に放送されたテレビドラマ。

## 概要

### あらすじ
東京・恵比寿で理髪店を経営する遠山金志郎（西田敏行）はある日、盲腸を患い近所の病院に入院していたが、退院後、理髪店に戻ってくると、理髪店が美容室に改装されてしまい、土地の所有者も金志郎名義では無くなってしまった。こうしたことから、金志郎は住処を失ってしまった。数日後、金志郎の弟の遠山銀平（上島竜兵）が自分の借金を返済する為に、金志郎が入院している隙を見て金志郎の所有する土地の権利書を勝手に売ったことが発覚する。そして、金志郎は美容室の従業員として再出発することになるが…。

### 特色
- 金志郎役の西田の弟・銀平役を西田の形態模写で人気を集めたダチョウ倶楽部の上島竜兵が演じた。その後西田と上島は2008年5月に宝くじのCMで再び共演した。
- 西田は日本テレビ土曜9時枠では『池中玄太80キロシリーズ』『明石貫平35才』に続く主演作品であった。
- 高視聴率を記録した『家なき子』の後継番組であり、第1話で自分の家の土地を弟が勝手に手放したことから、主演の西田はこの作品では“家なきおじさん”と称された。

## キャスト
- 遠山金志郎：西田敏行

理容師。
- 栗原春子：夏木マリ

大手美容院のやとわれ店長。婚約者がいたが、千秋と冬美の世話の為に婚約破棄となった過去を持つ。このことが原因で男嫌いだったが・・
- 栗原千秋：本田美奈子

春子の妹。ダンサー志願。
- 栗原冬美：中谷美紀

春子の妹。美容師インターンをしている。心臓疾患を持つ。性格はおとなしめ。
- 栗原浩一：松岡俊介

春子の弟。美容師。
- 遠山銀平：上島竜兵（ダチョウ倶楽部）

金志郎の弟。
- 橋本：肥後克広（ダチョウ倶楽部）
- 門司先生：寺門ジモン（ダチョウ倶楽部）
- 遠山幸子：坂本冬美

金志郎の亡くなった妻。　
- 斉藤：花沢徳衛
- 翔太：荘田優志
- 五十嵐社長：本田博太郎
- 徳大寺重宗：津嘉山正種

喫茶店のマスター。金志郎の兄貴分。
- 栗原小夏：かたせ梨乃

春子の妹でナース。両親が亡くなった直後、男と駆け落ちしていたことを「婚約破棄の遠因」として、春子から目の敵にされている。

## 主題歌
- 「真夏の恋」（小田和正）

## スタッフ
- 脚本：松木ひろし、深沢正樹、輿水泰弘、石井信之
- 演出：水田伸生、倉田貴也、石橋冠
- 音楽：若草恵
- 美容監修：山野愛子美容室
- プロデュース：中込卓也
- チーフプロデューサー：小杉善信
- 制作協力：NTV映像センター（現：AX-ON）
- 製作著作：日本テレビ

## サブタイトル
1. 大災難が…ドバッ
2. シャンプーする?
3. 涙…女の命の髪を
4. 姉妹げんかvs金
5. 失恋…金さん絶叫
6. 妻の秘密にウォー
7. 強盗vs桜吹雪
8. 姉のお見合い
9. 涙に濡れた桜吹雪
10. 金志郎家を出る
11. ギャッ家族が11人

| 日本テレビ 土曜グランド劇場       | 日本テレビ 土曜グランド劇場               | 日本テレビ 土曜グランド劇場                   |
| 前番組                            | 番組名                                    | 次番組                                        |
| --------------------------------- | ----------------------------------------- | --------------------------------------------- |
| 家なき子 (1994年4月16日 - 7月2日) | 遠山金志郎美容室 (1994年7月9日 - 9月24日) | おれはO型・牡羊座 (1994年10月22日 - 12月17日) |